# Караджа Кадър
Караджа Кадър или Караджа Кади (на гръцки: Καμπάνης, Камбанис, до 1955 година Βάλτοι, Валти, до 1926 година Καρατζά Καδή, Карадза Кади) е село в Егейска Македония, Гърция, дем Кукуш, област Централна Македония.

## География
Селото е разположено южно от Кукуш.

## История

### В Османската империя
Александър Синве („Les Grecs de l’Empire Ottoman. Etude Statistique et Ethnographique“), който се основава на гръцки данни, в 1878 година пише, че в Караджа дере (Karadja-déré) живеят 180 гърци. В „Етнография на вилаетите Адрианопол, Монастир и Салоника“, издадена в Константинопол в 1878 година и отразяваща статистиката на населението от 1873 година, Караджаидарлия (Caradjaydarlya) е посочено като село в Авретхисарската каза с 40 къщи и 179 жители българи.
Според Васил Кънчов („Македония. Етнография и статистика“) в 1900 година Караджа Кадъръ има 200 жители българи.
Населението на селото е под върховенството на Българската екзархия. По данни на секретаря на Екзархията Димитър Мишев („La Macédoine et sa Population Chrétienne“) в 1905 година Караджа кьой (Кадър) – Karadja-Keuy (Kadir), е село в Кукушка каза с 280 души българи екзархисти като в него функционира българско училище.
По време на Хуриета през първата половина на 1909 година в Караджакадар е основано бюро (клон) на Съюза на българските конституционни клубове.
При избухването на Балканската война в 1912 година двама души от Караджа Кадър са доброволци в Македоно-одринското опълчение.

### В Гърция
След Междусъюзническата война Караджа Кадър попада в Гърция. В 1926 година селото е прекръстено на Валти, а в 1955 година – на Камбанис. Населението му се изселва в България и на негово място са настанени гърци бежанци. В 1928 година Караджа Кадър е представено като чисто бежанско село със 180 бежански семейства и 702 души.
| Име         | Име           | Ново име    | Ново име   | Описание                                                |
| ----------- | ------------- | ----------- | ---------- | ------------------------------------------------------- |
| Посова      | Ποσοβα        | Ксерокамбос | Ξεροκαμπος | местност на З от Караджа Кадър                          |
| Индеклик    | Ίντεκλίκ      | Катевасия   | Κατεβασια  | река на СЗ от Караджа Кадър, десен приток на Галик      |
| Текне Бугас | Τεκνε Μπουγας | Стеносия    | Στενωσιά   | възвишение на СЗ от Караджа Кадър и на ЮИ от Хасан Абас |
| Кавак       | Καβάκ         | Левкорема   | Λευκόρεμα  | река на СЗ от Караджа Кадър, десен приток на Галик      |
| Алче Клисе  | Άλτσέ Κλισέ   | Анигма      | Άνοιγμα    | възвишение на И от Бела църква (242,6 m)                |

## Личности
Родени в Караджа Кадър
- Христо Георгиев (1891 – 1913), македоно-одрински опълченец, 3 рота на 3 солунска дружина, загинал в Междусъюзническата война на 18 юни 1913 година[13]
- Христо Стоев (1892 – ?), македоно-одрински опълченец, Нестроева рота на 3 солунска дружина[14]